# Halalt

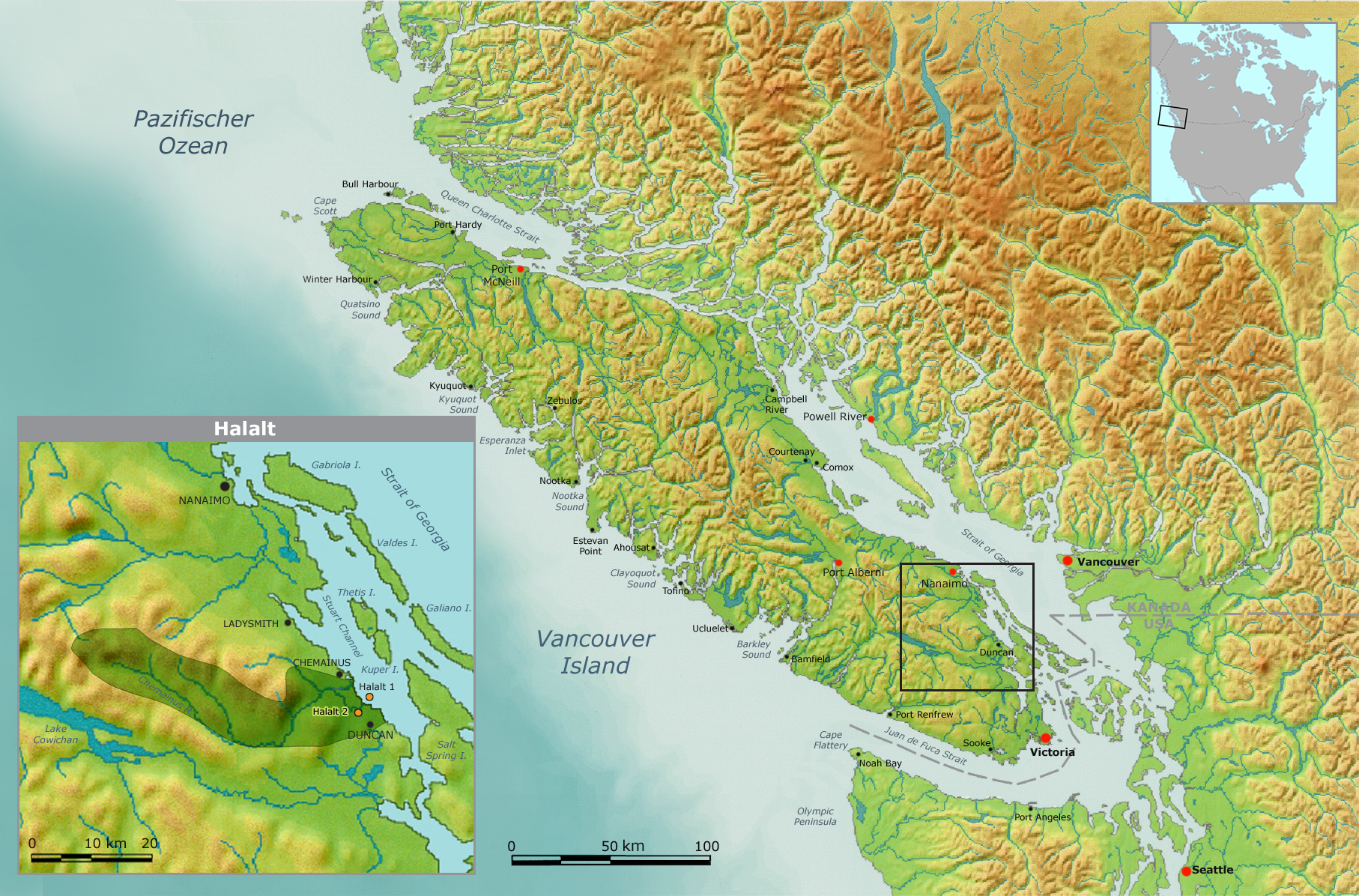
Traditionelles Territorium der Halalt und heutige Reservate

Die Halalt (oder Halalt First Nation) sind eine der kanadischen First Nations in der Provinz British Columbia. Sie leben an der Ostküste von Vancouver Island, nördlich von Duncan. Im August 2009 waren 211 Menschen als Angehörige des Stammes registriert.
Die Halalt First Nation zählt zu den Mitgliedern des Naut'sa Mawt Tribal Council, der gemeinsam die  Stämme der Burrard, Chemainus First Nation, der Snuneymuxw First Nation, Homalco, der Klahoose First Nation, der Sliammon, der Nanoose, der Malahat und der T'sou-ke gegenüber der Regierung Kanadas vertritt.
Außerdem gehören die Halalt zu den sechs Stämmen der Hul'qumi'num-Gruppe, zu denen noch die Cowichan, Chemainus, Penelakut, Lyackson und Lake Cowichan zählen.

## Geschichte
Die historischen Dörfer der Halalt lagen auf Willy Island vor Chemainus und im unteren Chemainus-Tal. Ausgangsort war das Dorf xeláltxw, was „bemaltes Haus“ bedeutet, denn die Hauspfosten in diesem Dorf waren farbig hervorgehoben. Dieses Dorf lag wohl im Cowichan Valley, genauer dort, wo heute die Silver Bridge den Cowichan River überquert, also im Südosten von Duncan. Cowichan und Chemainus (Siyóletse und St'éts'en) stammten aus diesem Dorf.
Die Bewohner zogen später in den Norden von Willy Island, die größte der Shoal Islands vor der Mündung des Chemainus River. Vermutlich geschah dies Anfang des 19. Jahrhunderts, wobei sie den Dorfnamen mitnahmen. In dem neuen Dorf standen wohl fünf oder sechs Häuser. Obwohl die Insel dem Halalt-Reservat zugeschlagen wurde, wurde das Dorf in den 20er Jahren wieder aufgegeben. Die Bewohner zogen ins Westholme-Reservat am unteren Chemainus (Halalt No. 2). Dies hatte folgenden Hintergrund: Im Oktober 1863 befahl Gouverneur James Douglas einige Inseln im Mündungsbereich des Chemainus River und das Land um die „obere Siedlung“ als „Indian Reserves“ für die Halalt vorzusehen. Doch 1867 wurden diese Inseln zugunsten eines Siedlers namens Mainguy konfisziert, und im Gegenzug großzügig ihr Besitz einer 110-Acre-Parzelle festgesetzt (heute Halalt No. 2) (Arnett, S. 312), ebenso wie das Reservat auf Willy Island.
Als die McKenna-McBride-Kommission ab 1913 die Reservate aufsuchte, schlug sie vor, dass die beiden Reservate des „Chemainus Tribe, Halalt Band“,  „No 1 - Halalt Island, 140.00 acres, and No. 2 - Halalt, 287.00 acres“ bestehen bleiben sollten. Rechtskraft erhielten diese Vorschläge der Kommission erst 1923.

## Aktuelle Situation
Der Chemainus River war, ähnlich wie der Cowichan River, ein wasserreicher Fluss, gleicht heute jedoch mehr einem Bach. Für die wachsenden Küstenorte, allen voran Chemainus, wird immer mehr Wasser benötigt. Die Halalt leben nahe dem Fluss, auf einer Grundwasserschicht, die von diesem Fluss abhängt. Damit wird auch ihre Trinkwasserversorgung vom Wasserstand des Flusses bestimmt. Doch die Municipality of North Cowichan hat eine höhere Wasserentnahme bereits beantragt. Der Antrag wird noch geprüft. Wie lebenswichtig den Halalt ihr Fluss ist, zeigte die Honour Our River Feier am 14. September 2007. Dazu wurden die benachbarten First Nations der Penelakut, Chemainus und Lyackson eingeladen, aber auch die Einwohner von Westholme, Chemainus und Thetis Island. Nachdem die Bauarbeiten 2010 trotz einer laufenden Klage begonnen hatten, entschloss sich die Halalt First Nation im Februar, eine Blockade zu errichten.

## Reservate
Die beiden Reservate der Halalt sind Halalt Island 1 und Halalt 2. Ersteres liegt auf Willy Island in der Mündung des Chemainus River und umfasst 56,6 ha, letzteres liegt am Chemainus River, rund 3 km vor der Mündung in den Stuart Channel und umfasst 109,2 ha. Hier leben die Halalt. Im Reservat befanden sich im August 2009 noch 94 Halalt, in anderen Reservaten weitere 13. 104 registrierte Halalt lebten außerhalb der Reservate. Insgesamt waren 208 Menschen als Halalt registriert. Im Februar 2016 ermittelte das Ministerium folgende Zahlen: 83, 17, 110, so dass sich als Gesamtzahl der Halalt 210 ergab. Ihr Häuptling ist James Robert (Bert) Thomas.